# 更伊俊介
更伊俊介（さらいしゅんすけ）是日本的小说家組合，由千葉縣某大學工學部卒業的「更」和文學部卒業的「伊」組成。
以《狗与剪刀的正确用法》一作获得第12屆Entame大奖小說部門优秀赏，并以此作作为处女作出道。

## 作品列表
- 狗与剪刀的正确用法 （ENTERBRAIN法米通文库、插画：锅岛哲弘，尖端出版、天闻角川代理）
- 星海遊俠6 神授之力 （Square Enix/Tri-Ace、人物設定：安田朗，與五反田義治、和原聰司共同執筆）

## 关联项目
- Entame大奖小說部門